# جاري جياني
غاري جياني (بالإنجليزية: Gary Gianni)‏ هو رسام توضيحي أمريكي، ولد في 1954 في شيكاغو في الولايات المتحدة.

## وصلات خارجية
- الموقع الرسمي
- غاري جياني على موقع ديسكوغز (الإنجليزية)